# Miori Takimoto
Miori Takimoto (瀧本 美織?, Takimoto Miori; Tottori, 16 ottobre 1991) è un'attrice e cantante giapponese, nota soprattutto per essere stata uno dei membri del disciolto gruppo j-pop SweetS.
Ha iniziato la sua carriera professionale nel 2002, debuttando l'anno successivo come performer musicale, posando poi anche come modella per diverse riviste di moda. Dopo la separazione dalla sua band nel 2006 ha abbandonato il mondo della musica dedicandosi sempre più alla carriera d'attrice, apparendo anche in videoclip musicali e vari spot pubblicitari.

## Filmografia

### Dorama
- 2010-11: Teppan
- 2011: Ikemen desu ne
- 2012: Hungry!
- 2012: Great Teacher Onizuka (serie televisiva 2012)

### Cinema
- 2010: Higanjima, role of Yuki
- 2010: Shokudou Katatsumuri
- 2013: Kaze tachinu (Si alza il vento)